# Barcode
Barcode – zespół budynków komercyjnych i mieszkaniowych w porcie Bjørvika w Oslo, stolicy Norwegii. Obejmuje ok. 180 000 m² powierzchni biurowej i 397 mieszkań. Budynki znajdują się w podobszarze Bjørvika na wschód od ujścia rzeki Akerselvy, przy Dronning Eufemias gate.

## Nazwa
Nazwa (ang. „kod kreskowy”) pochodzi od stylu budynków, który z daleka można porównać do kodu kreskowego.

## Plany i budowa

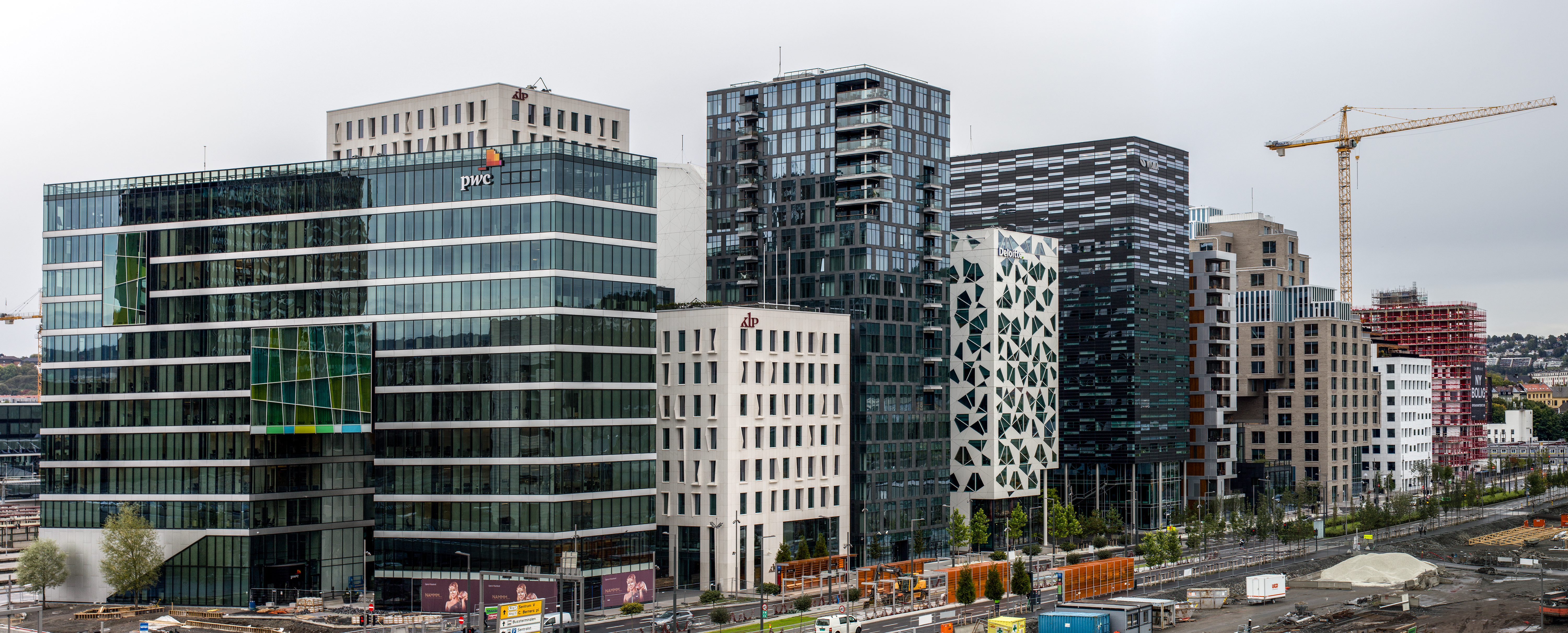
Barcode w 2014 roku

19 stycznia 2000 roku zdecydowano, że „nowe Oslo” uzyska nazwę Fjordbyen. W jego skład wchodziło kilka projektów wzdłuż wybrzeża środkowego miasta (w tym także Bjørvika, gdzie m.in. powstała opera).
W 2003 roku Rada Miasta przyjęła plan zagospodarowania przestrzennego obejmujący pięć wieżowców – najwyższy o maksymalnej wysokości 100 m n.p.m. (około 24 piętra). Inne budynki miały być niższe. Ostateczna wersja projektu Fjordbyen zatwierdzona została w 2008 roku. Rozważano kilka alternatywnych kompleksów, lecz ostatecznie wybrano Barcode. Międzynarodowy konkurs wygrał DARK Arkitekter AS, a-lab i MVRDV. Budżet projektu wynosił 13 mld NOK. Dwa ostatnie budynki ukończone zostały jesienią 2016 roku.